# Ptilogyna (Ctenogyna) nasalis
Ptilogyna (Ctenogyna) nasalis is een tweevleugelige uit de familie langpootmuggen (Tipulidae). De soort komt voor in het Australaziatisch gebied.